# Anchoa helleri
Anchoa helleri е вид лъчеперка от семейство Engraulidae. Видът е незастрашен от изчезване.

## Разпространение и местообитание
Разпространен е в Мексико.
Среща се на дълбочина около 1 m, при температура на водата около 21,9 °C и соленост 35,3 ‰.

## Описание
На дължина достигат до 8,5 cm.